# Trädgårdsodlingens vänner i Wasa
Trädgårdsodlingens vänner i Wasa är en trädgårdsförening i Vasa, den hade cirka 350 medlemmar år 2019. Föreningen bildades 1919 av yrkesodlare och kom att domineras av dessa under de första verksamma decennierna. Med tiden har medlemsbasen övergått till att nästan uteslutande bestå av hobbyodlare.